# Knipowitschia mrakovcici
Knipowitschia mrakovcici е вид лъчеперка от семейство Попчеви (Gobiidae). Видът е критично застрашен от изчезване.

## Разпространение
Разпространен е в Хърватия.